# ۱۳۳۵ (خورشیدی)
۱۳۳۵ هزار و سیصد و سی و پنجمین سال هجری خورشیدی سالی عادی است.

## زادروزها
- ۱ فروردین - بمانی دلدار گلچین، بازیگر[۱]
- ۱۳ فروردین - محمود فرهمند، نوازنده تنبک
- ۱۴ فروردین - فتانه، خواننده
- ۲۴ فروردین - فیروز کریمی، بازیکن سابق و مربی فوتبال
- ۳۰ فروردین - حمیدرضا صدر، کارشناس فوتبال
- ۴ اردیبهشت - عبدالنبی قیم، نویسنده
- ۱۳ اردیبهشت - مرتضی ضرابی، بازیگر
- ۲۹ اردیبهشت - بهرام شفیع، مجری و تهیه‌کننده برنامه ورزش و مردم
- ۱ تیر - عباس عبدی، فعال سیاسی
- ۴ تیر - قدرت‌الله ایزدی، بازیگر
- ۱۵ مرداد - فریدون آسرایی، خواننده
- ۱ شهریور - احمد مسجد جامعی، وزیر فرهنگ و ارشاد اسلامی در دولت محمد خاتمی
- ۶ شهریور- حسین پناهی، شاعر، نویسنده، کارگردان و بازیگر
- ۷ مهر - غلامحسین محسنی اژه‌ای، روحانی، قاضی، سیاستمدار و وزیر اسبق اطلاعات جمهوری اسلامی ایران در اژیه از توابع اصفهان
- ۳ آبان - بهروز افخمی، نویسنده و کارگردان سینما ونماینده مجلس ششم شورای اسلامی ایران
- ۶ آبان - محمود احمدی‌نژاد، ششمین رئیس‌جمهور ایران
- ۹ آبان - پروین قائم مقامی، بازیگر
- ۱ دی - هنگامه مفید،[۲] شاعر، ترانه‌سرا، نویسنده، بازیگر و کارگردان تئاترهای عروسکی و تئاترهای کودک و نوجوان و خوانندهٔ ترانه‌های کودکانه است.[۳]
- ۱۱ دی - عبدالرحیم ملازاده، مفتی اهل سنت سیستان و بلوچستان و مجری شبکه وصال فارسی
- ۲۶ بهمن - شهریار مندنی‌پور، نویسنده و رمان‌نویس ایرانی
- ۱۱ اسفند - نوش آفرین، خواننده ایرانی قبل انقلاب، مقیم آمریکا
- ۱۲ اسفند - حسین دهقان، از وزیران دفاع جمهوری اسلامی ایران
- ۲۰ اسفند - قاسم سلیمانی، فرمانده سپاه قدس جمهوری اسلامی ایران (درگذشت ۱۳۹۸)

نامشخص
- عبدالرضا مصری، وزیر سابق رفاه و تأمین اجتماعی ایران در دولت محمود احمدی‌نژاد
- رحمان دادمان، وزیر راه و ترابری در دولت محمد خاتمی
- مصطفی محمد نجار، وزیر دفاع در کابینه اول و وزیر کشور در کابینه دوم محمود احمدی‌نژاد
- جمال کریمی راد، وزیر دادگستری در کابینه محمود احمدی‌نژاد
- ساقی قهرمان، مدیر سازمان دگرباشان جنسی ایرانی
- علی‌محمد مؤذنی، نویسنده
- جواد بختیاری، استاد برجسته خوشنویسی و خط نستعلیق معاصر
- مهدی اعتمادی‌فر، کوهنورد و هیمالیانورد ایرانی، اولین ایرانی برندهٔ جایزه پلنگ برفی

## درگذشت‌ها
- ۲۸ مرداد - طغرل افشار، از نخستین پیشگامان نقد سینمایی در ایران و بانی برگزاری اولین جشنواره فیلم در ایران بوده‌است.

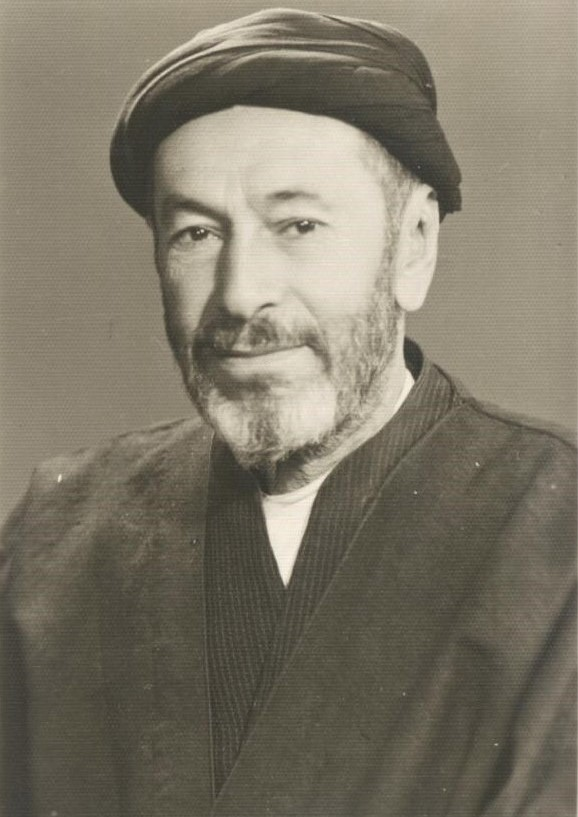
سید عبدالحسین صدر (صدرالاسلام)

- ۱ بهمن - سید عبدالحسین صدر مشهور به صدرالاسلام – سیاست‌مدار و روحانی شیعه ایرانی بود. (زاده ۱۲۵۰)
- ۲۳ بهمن - سید نورالدین الهاشمی شیرازی-فقیه اصولی ، فعال سیاسی و یکی از مراجع تقلید شیعه (زاده ۱۲۷۴)